# 이규창 (수영 선수)
이규창 (1979년 5월21일 ~ )은 대한민국의 수영 선수이다. 1996년 하계 올림픽에서 2개의 경기에 출전하였다.